# Kamieniuki
Kamieniuki (biał. Каменюкі, Kamieniuki; ros. Каменюки, Kamieniuki) – agromiasteczko na Białorusi, w obwodzie brzeskim, w rejonie kamienieckim, siedziba administracyjna sielsowietu Kamieniuki.
Znajduje się tu parafialna cerkiew prawosławna pw. św. Jerzego Zwycięzcy.

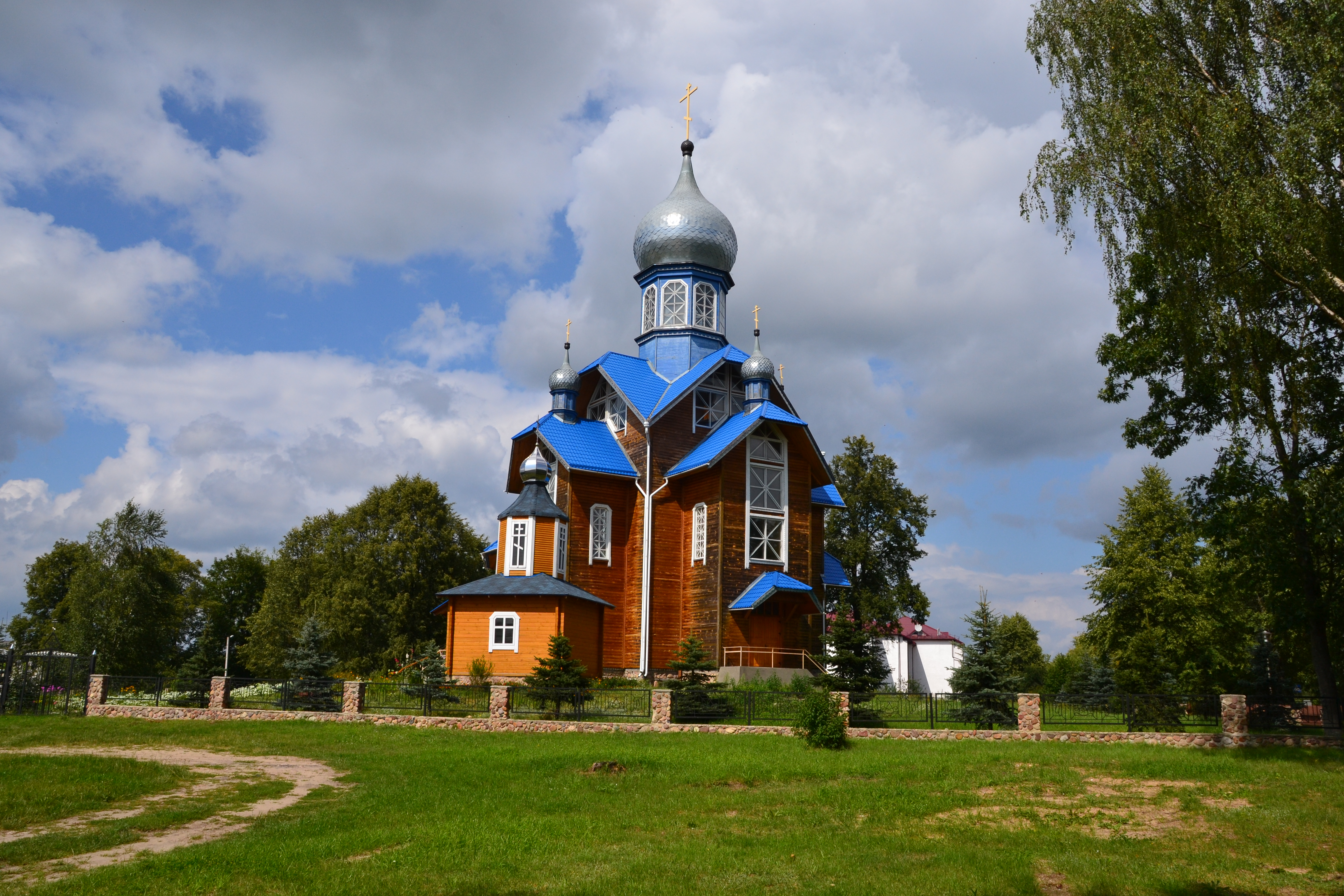
Cerkiew św. Jerzego Zwycięzcy

W latach 1921–1939 miejscowość należała do gminy Białowieża.
Według Powszechnego Spisu Ludności z 1921 roku wieś zamieszkiwało 138 osób, wszystkie były wyznania prawosławnego. Jednocześnie 13 mieszkańców zadeklarowało polską przynależność narodową, 108 białoruską a 17 inną. We wsi były 22 budynki mieszkalne.

## Populacja
- 1921 – 138 mieszkańców[3]
- 1997 – 1248
- 2010 – 1119